# ألكسندرا ستان
الكسندرا ستان (بالرومانية: Alexandra Staи)‏ (ولدت في 10 يونيو عام 1989) مغنية وراقصة رومانية.

## السيرة
ظهرت الكسندرا لأول مرة في عام 2009 بأغنية "Show Me The Way" ثم أغنية «لوليبوب» التي انتجتها شركة "Maan" وحققت نجاحا كبيراً في رومانيا ولكنه كان متوسطاً في أوروبا.
ثم اطلقت أغنية «مستر ساكسوبيت» التي نجحت نجاحا كبيرا وأصبحت «أغنية صيف 2011» واحتلت المركز الأول رومانيا والبرتغال وفرنسا وكندا وبريطانيا وكندا والولايات المتحدة ومولدوفا وبلغاريا ولبنان ومالطا وبولندا وصربيا وإسبانيا والأردن وسوريا وتركيا وروسيا والمجر وسلوفاكيا واليونان وأوكرانيا.
وفازت الأغنية بعدة جوائز عالمية.
اطلقت بعدها البومها الأول «ساكسوبيت» في سبتمبر 2011.

## الأعمال الفنية

### أغاني منفردة
- Show me the way لعام 2009
- Lollipop في 2010
- Mr. Saxobeat في 12 ديسمبر 2010
- (Alexandra Stan - Get Back (ASAP في 2011
- Feat. Carlprit - 1.000.000 في 2012

### البومات
- Saxobeat لعام 2011

## وصلات خارجية
- ألكسندرا ستان على موقع IMDb (الإنجليزية)
- ألكسندرا ستان على موقع ميوزك برينز (الإنجليزية)
- ألكسندرا ستان على موقع أول ميوزيك (الإنجليزية)
- ألكسندرا ستان على موقع ديسكوغز (الإنجليزية)